# Luis Antonio de Belluga y Moncada
Luis Antonio de Belluga y Moncada, conocido como cardenal Belluga (Motril, Granada, 30 de noviembre de 1662-Roma, 22 de febrero de 1743) fue un religioso y estadista español que ocupó los cargos de cardenal de la Iglesia católica y virrey de Murcia y Valencia.

## Biografía
Quedó huérfano a los pocos años junto a sus dos hermanas, Ignacia Francisca e Isabel.
A la edad temprana de catorce años recibió las órdenes menores en el seminario. Desde 1678 hasta 1685 estudia teología en el Real Colegio Mayor de San Bartolomé y Santiago de la ciudad de Granada. Siendo ya sacerdote desempeñó los cargos de lectoral de la Catedral de Córdoba, canónigo magistral de la Catedral de Zamora.

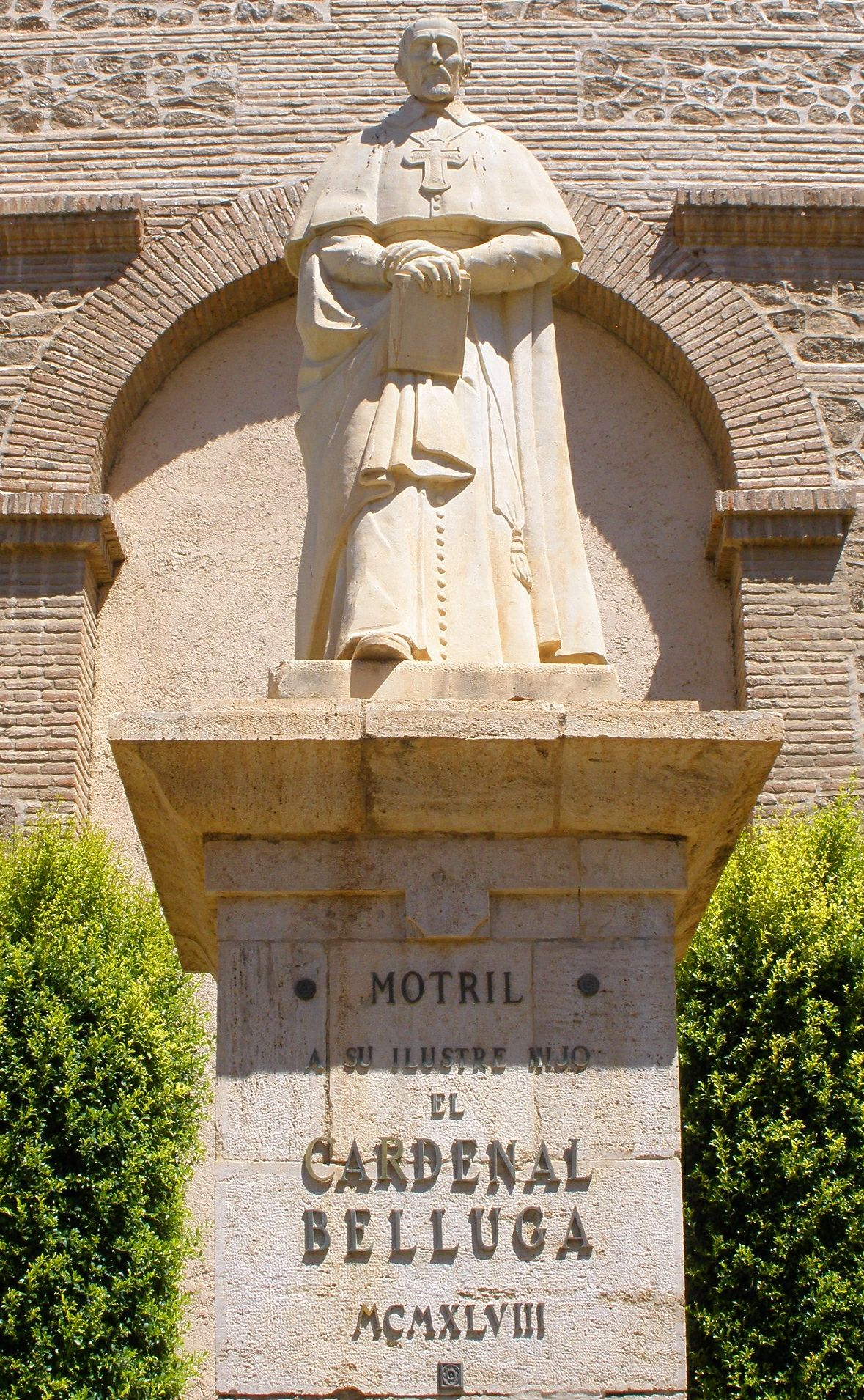
Monumento al Cardenal Belluga en la Plaza de España de su Motril natal

Durante la Guerra de Sucesión Española que estalló en 1702, se decantó por Felipe V y colaboró para instaurar la Casa de Borbón.
El 9 de febrero de 1705 Felipe V lo nombra obispo de Cartagena y más tarde, rechaza la ofensiva austracista sobre Murcia en la batalla del Huerto de las Bombas, investido de la autoridad de virrey y capitán general de los reinos de Murcia y Valencia. Se opuso al cambio que efectuó el rey Felipe V de capitalidad del Reino de Valencia desde Valencia a Orihuela, debido a la cercanía de este centro religioso, cultural y ahora político a Murcia. En protesta dejó el virreinato. Más adelante, el papa Clemente XI lo nombra cardenal el 29 de noviembre de 1719.
El cardenal Belluga desarrolló una importante labor en la ciudad de Murcia y en la comarca de la Vega Baja del Segura, donde impulsó la colonización de nuevas tierras, la fundación de núcleos de población, como las reales villas de San Felipe Neri, San Fulgencio y Dolores, dándoles término municipal, feligresía y otros privilegios que no prescriben. La mejora notable de los colegios, la creación del Seminario de Teólogos, el saneamiento de pantanos, la construcción de casas-hospicio y hospitales y otros tantos proyectos evangelizadores.
Participó en el cónclave de 1721 que eligió papa a Inocencio XIII. También participó en el cónclave de 1724 que eligió papa a Benedicto XIII y a partir de entonces se quedó a vivir en Roma, resignando la sede Murcia. También participó en los cónclaves de 1730 que eligió papa a Clemente XII y de 1740 que eligió papa a Benedicto XIV.
En 1736 prestó apoyo al misionero capuchino Francesco della Penna cuando éste buscó ayuda para su evangelización en el Tíbet.

### Recuerdo del cardenal en la ciudad de Murcia

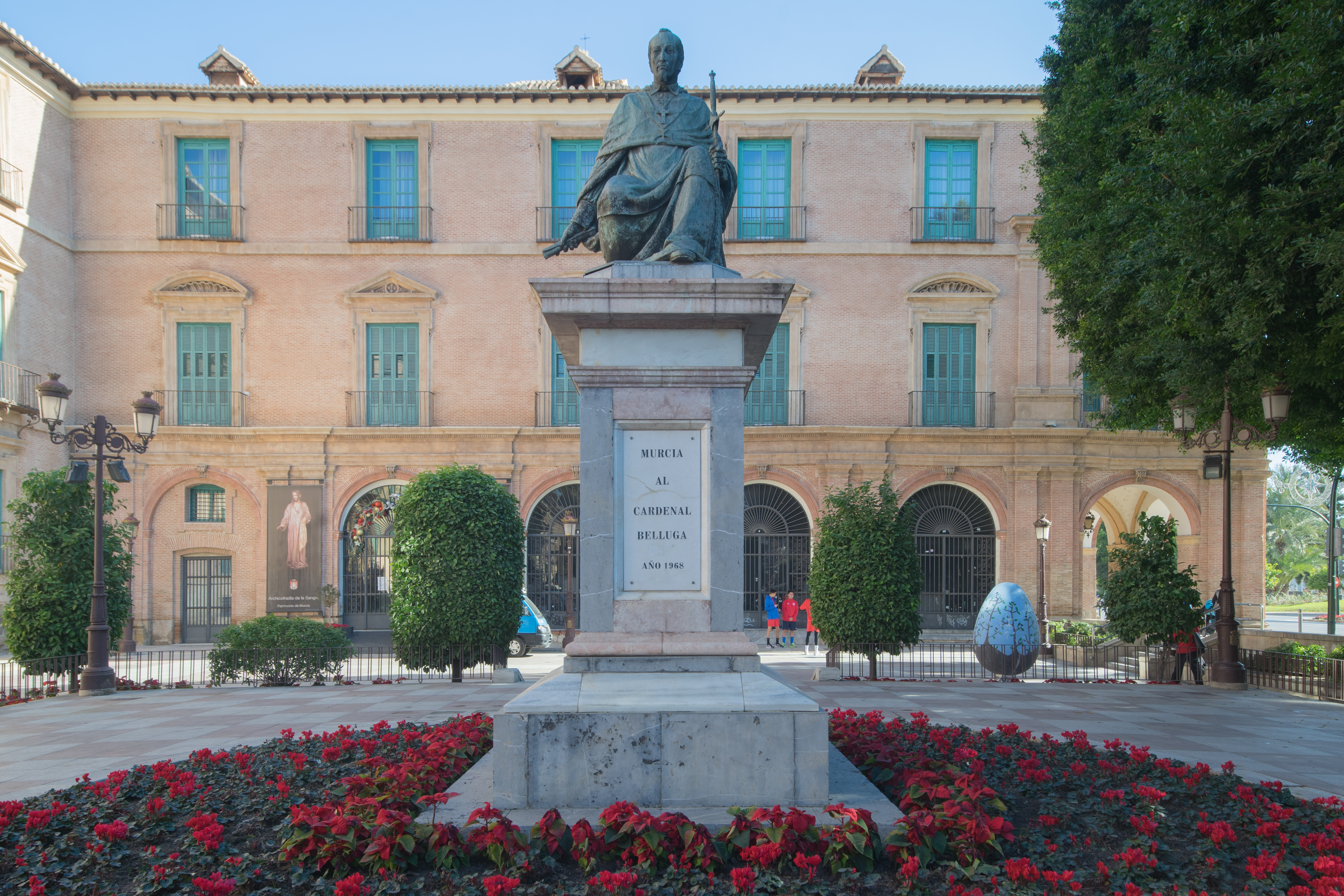
Monumento al Cardenal Belluga en Murcia

En la glorieta de España de la ciudad de Murcia se levanta desde 1963 un monumento en su honor, obra de Juan González Moreno. Igualmente lleva el nombre del cardenal Belluga uno de sus espacios principales, la plaza en la que se encuentran la catedral de Murcia, el Palacio Episcopal y el edificio administrativo del Ayuntamiento, conocido con el nombre de Edificio Moneo.